# NK Croatia Bietigheim
Croatia iz Bietigheima je hrvatski iseljenički nogometni klub iz Njemačke.
Počasni član kluba od 11. lipnja 2018. je bivši hrvatski nogometni reprezentativac Ivan Klasnić.